# Handyman Saitou in Another World
Handyman Saitou in Another World (jap. 便利屋斎藤さん、異世界に行く Benriya Saitō-san, isekai ni iku) – manga autorstwa Kazutomo Ichitomo, publikowana w magazynie internetowym „ComicWalker” wydawnictwa Kadokawa Shoten od października 2018. Na jej podstawie studio C2C wyprodukowało serial anime, który emitowano od stycznia do marca 2023.

## Fabuła
Saitō, młody majsterkowicz z Japonii, pomimo umiejętności, które rozwinął, czuje się niewystarczająco dobry w swojej pracy. Przygnębiony tym, że został zwolniony przez niewdzięcznego szefa, przypadkowo wpada pod pędzącą ciężarówkę, a następnie zostaje przeniesiony do świata fantasy, gdzie przygarnia go grupa poszukiwaczy przygód. Ponieważ osobiste dziwactwa członków drużyny utrudniają im działanie, Saitō zaczyna im pomagać, nosząc niezbędne przedmioty, otwierając zamki i udzielając im ważnych wskazówek, dzięki czemu staje się niezbędny dla swoich nowych kompanów.

## Bohaterowie
- Saitō (jap. サイトウ)

Seiyū: Ryōhei Kimura 
- Raelza (jap. ラエルザ Raeruza)

Seiyū: Fairouz Ai 
- Lafanpan (jap. ラファンパン Rafanpan)

Seiyū: Nao Tōyama 
- Morlock (jap. モーロック Mōrokku) / Bergheim Chrome (jap. ベルクハイム・クローム Berukuhaimu Kurōmu)

Seiyū: Chō 
- Mevena (jap. メヴェナ)

Seiyū: Ayaka Ōhashi 
- Gibungle (jap. ギブングル Gibunguru)

Seiyū: Kōichi Sōma 
- Lilyza Lassenpop (jap. リリーザ・ラッセンポップ Rirīza Rassenpoppu)

Seiyū: Yumiri Hanamori 
- Gible (jap. ギーブル Gīburu)

Seiyū: Hinata Tadokoro 
- Franlil (jap. フランリル Furanriru)

Seiyū: Ruriko Aoki 
- Ninia (jap. ニニア)

Seiyū: Azusa Tadokoro 
- Cains (jap. カインズ Kainzu)

Seiyū: Ryōhei Kimura 
- Lychee (jap. ライチ Raichi)

Seiyū: Yū Serizawa 
- Monpui (jap. モンプイ)

Seiyū: Chikara Honda 
- Kisurugi (jap. キスルギ)

Seiyū: Jun Kasama 
- Primas (jap. プリマス Purimasu)

Seiyū: Shiori Izawa 
- Lavella (jap. ラーヴェラ Rāvera)

Seiyū: Chiwa Saitō 
- Król Maderaka

Seiyū: Katsuji Mori 
- Król demonów Dorg (jap. 魔王 ドルグ Maō Dorugu)

Seiyū: Shigeru Chiba 

## Manga
Pierwszy rozdział mangi opublikowano w magazynie internetowym „ComicWalker” 12 października 2018. Następnie wydawnictwo Kadokawa Shoten rozpoczęło zbieranie rozdziałów do wydań w formacie tankōbon, natomiast pierwszy tom ukazał się 22 lipca 2019. Według stanu na 23 lipca 2025, do tej pory wydano 13 tomów.
| Nr | Data wydania (język japoński) | ISBN (język japoński)  |
| -- | ----------------------------- | ---------------------- |
| 1  | 22 lipca 2019                 | ISBN 978-4-04-065896-4 |
| 2  | 23 grudnia 2019               | ISBN 978-4-04-064332-8 |
| 3  | 21 sierpnia 2020              | ISBN 978-4-04-064932-0 |
| 4  | 22 stycznia 2021              | ISBN 978-4-04-680144-9 |
| 5  | 23 czerwca 2021               | ISBN 978-4-04-680525-6 |
| 6  | 21 stycznia 2022              | ISBN 978-4-04-680927-8 |
| 7  | 23 lipca 2022                 | ISBN 978-4-04-681642-9 |
| 8  | 23 grudnia 2022               | ISBN 978-4-04-682043-3 |
| 9  | 23 czerwca 2023               | ISBN 978-4-04-682415-8 |
| 10 | 22 grudnia 2023               | ISBN 978-4-04-683057-9 |
| 11 | 22 lipca 2024                 | ISBN 978-4-04-683671-7 |
| 12 | 23 grudnia 2024               | ISBN 978-4-04-684296-1 |
| 13 | 23 lipca 2025                 | ISBN 978-4-04-684898-7 |

## Anime
19 stycznia 2022 zapowiedziano adaptację w formie telewizyjnego serialu anime. Za produkcję odpowiadało studio C2C, a za reżyserię Toshiyuki Kubooka. Scenariusz napisał Kenta Ihara, projektami postaci zajęła się Yōko Tanabe, a muzykę skomponował Tomotaka Ōsumi. Anime było emitowane od 8 stycznia do 26 marca 2023 w AT-X i innych stacjach. Motywem otwierającym jest „kaleidoscope” w wykonaniu Teary Planet, końcowym zaś „Hidamari no saido” (jap. ひだまりの彩度) autorstwa Konoco. Prawa do dystrybucji serii nabył Crunchyroll.